# ساغیرلار (جیحان)
ساغیرلار (به ترکی استانبولی: Sağırlar) یک منطقهٔ مسکونی در ترکیه است که در جیحان واقع شده‌است.